# Frans Melin

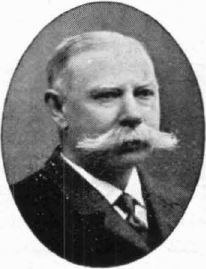
Frans Melin.

Frans Mikaël Melin, född 15 februari 1852 i Lund, död 8 juni 1926 i Sandviken, var en svensk läkare. Han var son till Hans Magnus Melin.
Melin blev student vid Lunds universitet 1871, medicine kandidat 1879 och medicine licentiat 1883. Han var stadsläkare i Ronneby 1885–1886, andre bataljonsläkare vid Kronobergs regemente 1886–1888, läkare vid Grännaforsa hälsobrunn i Kronobergs län 1886 och 1887 och distriktsläkare (extra provinsialläkare) i Sandvikens distrikt 1887–1914. Han var andre bataljonsläkare vid Hälsinge regemente 1888–1890, förste bataljonsläkare vid Dalregementet 1890–1906, regementsläkare i Fältläkarkåren 1903, bataljonsläkare vid Hälsinge regemente 1906–1907 och regementsläkare vid sistnämnda regemente 1907–1914. 
Melin utförde som bruksläkare ett mycket stort arbete i det snabbt växande industrisamhället Sandviken, där senare tillkommande resurser och organisation ännu saknades. Han var under en följd av år ordförande i Gävleborgs-Dala läkare- och apotekareförening och i Gästriklands läkareförening samt hedersledamot av båda dessa föreningar. I yngre år framträdde någon gång som tillfällighetsskald och senare med tidskriftsartiklar av allmänt innehåll.
Han var från 1910 till sin död gift med Anna Björkman (1871–1948). Makarna är begravda på Gamla kyrkogården i Sandviken.